# Sojuz MS-26
Sojuz MS-26 (rusky: Союз МC-26, anglicky: Soyuz MS-26, označení NASA: ISS 72S) byla ruská kosmická loď řady Sojuz. Na Mezinárodní vesmírnou stanici (ISS) dopravil tříčlennou posádku, jejíž členové se zapojili do dlouhodobé Expedice 72. Start se uskutečnil 11. září 2024, let skončil 20. dubna 2025.

## Posádka
Hlavní posádka:
- Alexej Ovčinin (3), velitel, Roskosmos
- Ivan Vagner (2), palubní inženýr, Roskosmos
- Donald Pettit (4), palubní inženýr, NASA

Záložní posádka:
- Sergej Ryžikov, velitel, Roskosmos
- Alexej Zubrickij, palubní inženýr, Roskosmos
- Jonny Kim, palubní inženýr, NASA

## Příprava a průběh letu
Středisko přípravy kosmonautů J. A. Gagarina zveřejnilo počátkem února 2022 na svém webu přehled posádek pro expedice 67 až 72 s plánovaným zahájením od jara 2022 do podzimu 2024. Expedici 72 připravovanou na podzim 2024 počítalo s hlavní posádkou tvořenou kosmonauty Sergejem Ryžikovem, Alexejem Zubrickým a Alexandrem Gorbunovem, do záložní posádky byl prozatím zařazen pouze Sergej Kuď-Sverčkov. Už o pár měsíců později ale přidělení k expedicím doznalo prvních změn, protože Roskosmos 29. dubna 2022 bez uvedení důvodu oznámil, že oddíl kosmonautů opouští Alexandr Skvorcov. Na jeho uvolněné místo velitele hlavní posádky pro Expedici 70 se ze stejné pozice v Expedici 71 posunul Alexej Ovčinin, jeho uvolněné místo obsadil Sergej Ryžikov a na jím opuštěné velitelské křeslo pro Expedici 72 dosedl zatím stále jediný člen záložní posádky Sergej Kuď-Sverčkov.
Na konci roku, 2022 během Expedice 68, se objevil únik chladiva z chladicího systému Sojuzu MS-22 připojeného k ISS. Roskosmos po několika týdnech analýz rozhodl, že posádka stráví na stanici místo šesti měsíců celý rok, protože její poškozená loď přistane bez posádky a místo ní k ISS přiletí – také bez posádky – Sojuz MS-23 určený původně pro členy Expedice 69. Ti proto byli přeřazeni do Expedice 70, resp. Sojuzu MS-24, a podobně byly posunuty všechny další sestavené posádky. Navíc padlo rozhodnutí, že Oleg Kononěnko a Nikolaj Čub, nově přeřazení do Expedice 70, na stanici zůstanou i během navazující Expedice 71.
Obě tyto změny samozřejmě změny vyvolaly další velké přeskupení posádek, a tak koncem května 2023 tvořili hlavní tým pro let Sojuzu MS-26 spojený s Expedicí 72 (a jak je zvykem, i záložní posádku pro spojené expedice 70 a 71) Alexej Ovčinin, Oleg Platonov a Alexandr Gorbunov. Záložní trojicí pro Expedici 72 se stali Sergej Ryžikov, Sergej Mikajev a Kirill Peskov.
Ani tak však nebyl konec všem změnám, protože 15. srpna 2023 navrhla Hlavní lékařská komice vyřadit Platonova ze záložní posádky pro expedice 70 a 71 a o 5 týdnů později přišel i o místo v hlavní posádce Sojuzu MS-26, kde ho nahradil Ivan Vagner. Navíc se NASA a Roskosmosu podařilo podařilo dokončit dohodě o výměně křesel v Sojuzu MS-28 a v misi SpaceX Crew-9, již čtvrté od obnovení této praxe v roce 2022, na jejímž základě v Sojuzu poletí Donald Pettit (zálohou je Jonny Kim) a v Crew Dragonu Alexandr Gorbunov (Kirill Peskov). A nakonec ještě Sergeje Mikajeva v záložní posádce nahradil Alexej Zubrickij, kterého stejně jako zbylé tři ruské členy hlavní a záložní posádky mise MS-26 schválila 6. srpna 2024 k letu Hlavní lékařská komise.

### Průběh letu
Sojuz MS-26 odstartoval podle plánů z kazašského Bajkonuru 11. září 2024 v 16:23:12 UTC a v 19:32:09 UTC se připojil k Mezinárodní vesmírné stanici prostřednictvím spodního (nadir) portu modulu Rassvet. Posádka ve 21:58 UTC otevřela přední poklop své lodi a poté vstoupila na palubu stanice.
Během Expedice 72 oba ruští kosmonauti provedli jeden plánovaný výstup ze stanice a 43 aplikovaných vědeckých experimentů.
Loď zůstala k ISS připojena do jara 2025. Původně plánovaným termínem odletu byl 1. duben, ale po změnách v programu letů kvůli odkladu startu mise SpaceX Crew-10 na přelom března a dubna 2025 byl návrat Ovčininovy posádky odložen na 20. dubna 2025. Kosmická loď se podle upraveného plánu odpojila od stanice 19. dubna 2025 kolem 21:57:33 UTC a přistála 20. dubna 2025 kolem 01:20:44 UTC, 147 kilometrů jihovýchodně od kazašského města Žezkazgan. Donald Pettit úspěšným přistáním zahájil oslavy svých 70. narozenin, které připadly na stejný den.